# Yaacov Cahan
Yaacov Cahan o Kahan (Slutzk, 26 de junho de 1881 — Tel Aviv, 20 de novembro de 1960), foi um poeta, dramaturgo, escritor e lingüista hebraico, vencedor do Prêmio Israel.
Yaacov Cahan nasceu em Slutzk no Império Russo (região correspondente à atual Bielorrússia) em 1881 e, em 1934, durante a "Quinta onda de imigração", foi para Israel. Ao longo de sua vida, escreveu poesia, literatura (narrações curtas, ensaios e dramas bíblicos, principalmente), teatro, traduções, tendo traduzido obras de Johann Wolfgang von Goethe e Heinrich Heine.